# 按钮 (Reddit)
按钮 - The Button 是一个在线元游戏和社会实验 ，其中包含一个在线按钮和60秒倒数计时器，每次点击按钮，计时器都会重置。该实验于2015年4月1日（愚人节）在社交网站 Reddit 上开始，直到2015年6月5日，无人在计时器数到0前点击按钮而结束。该游戏由 Reddit 管理员启动。
按钮赢得了全球 Reddit 用户的热情， 它吸引了超过一百万个账号点击。 许多网站、浏览器扩展和移动端应用，都因此被开发出来，用以跟踪按钮的实时信息，也可在计时器降至某个阈值后提醒用户点击按钮。
由于技术问题，倒数计时器数到零后，仍可按下按钮重置时间的错误发生了多次。 2015年6月5日，倒数计时器数到零，没有人按下按钮，实验结束。

## 概述
同样地，按钮也属于一个reddit版块（subreddit），该版块具有标准的 Reddit外观，不同之处是按钮活动位于版块顶部。按钮为浅蓝色，采用防误触设计，用户在真正点击按钮以时计时器重置前，还需点击一次以去掉按钮上的保护罩。 每个账号只能点击一次按钮，且必须在4月1日活动开始前注册。 也有点击按钮次数的计数。
所有用户的用户名旁边都被添加了一个名为“标签”（flair）的圆点。圆点的颜色根据用户点击按钮时计时器的读数而不同， 没有点击按钮的用户为灰色。 将光标停留在圆点上时，将显示用户点击按钮时计数器上的时间（以秒为单位）。 在该版块，用户的点击时间和随后的标签颜色最后变成了区分其阶级的符号。
| 点击时的时间 | 颜色 |
| ------------ | ---- |
| 60s – 52s    | 紫色 |
| 51s – 42s    | 蓝色 |
| 41s – 32s    | 绿色 |
| 31s – 22s    | 黄色 |
| 21s – 12s    | 橙色 |
| 11s – 0s     | 红   |
| 未点击       | 灰色 |
| 无资格点击   | 白色 |

## 历史
按钮于2015年4月1日在Reddit官方博客的帖子中公布。
2015年6月5日，协调世界时21:49:53，Reddit用户“BigGoron”最后一个按下按钮（被社区称为“The Pressiah”）。 60秒后，倒数计时器达到零，距离开始有2月4日。 从此，按钮已停用，并覆盖了文本“实验已结束”（the experiment is over）。 六分钟后，按钮活动的创建者，管理员“powerlanguage”，宣布该版块将在十分钟内存档。
实验以1,008,316个按钮点击的记录结束。

## 技术问题
按钮活动发生过技术问题：即使用户及时按下它，计时器也会达到零，并发生了多次，Reddit的管理员将其归因于数据库错误。 这些中断引起了社区的不满，一些人认为管理员在耍花招。 虽然按钮在停电后的一天内恢复了，但 Reddit 的管理员考虑尽早关闭按钮实验。

## 社区互动
这个特定的 Reddit 版块（subreddit）固有的隔离导致了围绕特定的标签或针对按钮本身的信仰的邪教式团体的发展。 每个这样的团体都可以通过其标签颜色轻松识别。 在样的团体中，最基本的是那些按下按钮的人（“按压者”，the presser）和那些没有点击的人（“非按压者”，the non-pressers）。 其他的围绕六种标签颜色形成。
每个团体都对时钟达到零时可能发生的事情，以及其本身的公众形象，抱有自己的观念。有些人，例如给那些不按按钮的“灰色”人，或者当计时器读数0-11秒时按下它的“红色”人，被人认为自命不凡且傲慢，对新人充满敌意。 其他人，比如那些在52-60秒之间按下按钮的人的“紫色”天赋，被视为富有同情心并且欢迎新成员。 无论如何，每个团体都通过标签颜色和对应颜色的吉祥物来保持公众形象。 此外，团体还拥有自己的名字，例如绿标签的“绿宝石委员会”（The Emerald Council），紫标签的“紫罗兰手”（The Violet Hand）。 最终，建立在按钮周围社区，不再通过颜色，而是通过团体的名字表现。
灰标签的用户数量较大，他们有些没有点击按钮只是为了看到计数器达到0秒的场景，有些则希望在最后一刻重置按钮，等等。不同的目的，使得灰标签的用户之中又形成了不同的群体，其中最突出的就是前文中的后者，它自称为“按钮骑士”（Knights of The Button）。 这个群体组织的成员试图通过在时钟完全下降之前按下按钮来防止按钮达到零。 “骑士”甚至创建了一个能操纵数千个傀儡账户的算法，自动地在按钮达到零之前按下按钮。 然而，在这些帐户中，有一个没有经过核实是否在2015年4月1日之前创建的账户，因此无法按下按钮，最后使计时器成功归零。